# Илловайское
Илловайское (до 1938 — Йукнатен (нем. Jucknaten), до 1946 — Майсснерсроде (нем. Meißnersrode)) — посёлок в Краснознаменском городском округе Калининградской области. Входил в состав Алексеевского сельского поселения.

## Население
| 1867 | 1885 | 1905 | 1910 | 1933 | 1939 | 2002 |
| ---- | ---- | ---- | ---- | ---- | ---- | ---- |
| 263  | ↘260 | ↗272 | ↘239 | ↗257 | ↘211 | ↘151 |
| 2010 |      |      |      |      |      |      |
| ↘143 |      |      |      |      |      |      |

## История
Населённый пункт Йукнатен в 1946 году был переименован в посёлок Илловайское.